# Occhio per occhio, dente per dente (film)

## Titolo sezione
Occhio per occhio, dente per dente è un film del 1967 diretto da Miguel Iglesias.

## Trama
Il giornalista Jeff Gordon ed il celebre incisore professor Norton, riescono a far arrestare una banda di fabbricanti di dollari falsi. Il capo dei falsari, rapisce il professor Norton e sua figlia, per poi cercare di uccidere il giornalista Gordon. Gordon, aiutato da un agente dell'Interpol, riesce ad infiltrarsi nel covo della banda uccidendo il loro capo e liberando la figlia del professor Norton che è morto mentre tentava di fuggire.